# 4976 Choukyongchol
4976 Choukyongchol este un asteroid din centura principală, descoperit pe 9 august 1991 de Kazuo Watanabe.